# オハイオ州道161号線
オハイオ州道161号線（オハイオしゅうどう161ごうせん、Ohio State Route 161）はアメリカ合衆国オハイオ州内を東西に延びる道路である。延長92.5km。西端はミューチュアルの州道29号線（Ohio State Route 29）、東端はアレクサンドリア近くの州道37号線（Ohio State Route 37）。
オハイオ州運輸局（Ohio Department of Transportation）が設けた地域開発区（regional development districts）の5、6、7区に亘り、州都である大コロンバス圏、プレーンシティ、ウェンディーズ本社がある事で有名なダブリン等の街を通る。

## 沿道の自治体
- ミューチュアル
- Irwin
- Chuckery
- Plain City
- ダブリン
- コロンバス
- リヴァリー
- ワージントン
- Minerva Park
- Huber Ridge
- New Albany